# Лебідь А
Лебідь А (англ. Cygnus A, 3C 405) — перша радіогалактика, ототожнена з оптичним об'єктом — еліптичною галактикою. Розташована в сузір'ї Лебедя і віддалена від нас на відстань 600 млн св. років. Є найпотужнішим (1038 Вт) позагалактичним джерелом радіовипромінювання у своєму сузір'ї (на що вказує літера А в назві), і одним з найпотужніших на всьому небі. Значна різниця потужності радіовипромінювання далекого Лебедя А і найближчої до нас зовнішньої галактики Андромеди (1032 Вт) призвела згодом до розподілу галактик на два типи — так звані нормальні галактики, подібні до туманності Андромеди, і радіогалактики.

## Історія

### Відкриття
1939 рік — Виявлена Ґроутом Ребером.

### Ідентифікація
1951 року було відзначено, що радіоджерело лежить посеред багатого скупчення галактик та збігається (у межах похибки) з одним із найяскравіших членів скупчення, який має 17-у зоряну величину. Відстань до скупчення оцінювалася близько 10 Мегапарсек і тоді здавалося майже неймовірним, що настільки далека галактика може бути таким потужним радіоджерелом. Після уточнення координат радіоджерела батьківську галактику було остаточно ідентифіковано 1954 року.

## Масова культура

### В літературі
- У вірші Олени Крюкової «Радіогалактика Лебідь А»[7].
- У книзі Карла Сагана «Контакт». Згадується як штучна споруда позаземних цивілізацій.